# Liste der Monuments historiques in Plouaret
Die Liste der Monuments historiques in Plouaret führt die Monuments historiques in der französischen Gemeinde Plouaret auf.

## Liste der Bauwerke
| Bezeichnung             | Beschreibung              | Standort                    | Kennzeichnung | Schutzstatus | Datum | Bild           |
| ----------------------- | ------------------------- | --------------------------- | ------------- | ------------ | ----- | -------------- |
| Haus                    | Erbaut im 17. Jahrhundert | 2, place de l’Église (Lage) | PA00089455    | Inscrit      | 1926  | weitere Bilder |
| Manoir de Kérépol       | Herrenhaus                | (Lage)                      | PA00089770    | Inscrit      | 1991  | weitere Bilder |
| Manoir de Kerbridou     | Herrenhaus                | (Lage)                      | PA00089457    | Inscrit      | 1964  | weitere Bilder |
| Manoir de Guernac'hanay | Herrenhaus                | (Lage)                      | PA00089456    | Inscrit      | 1991  | weitere Bilder |
| Fontaine Saint-Jea      |                           | (Lage)                      | PA00089454    | Inscrit      | 1926  | weitere Bilder |
| Kirche Notre-Dame       |                           | (Lage)                      | PA00089453    | Classé       | 1907  | weitere Bilder |
| Kapelle Ste-Barbe       |                           | (Lage)                      | PA00089452    | Inscrit      | 1926  | weitere Bilder |

## Liste der Objekte

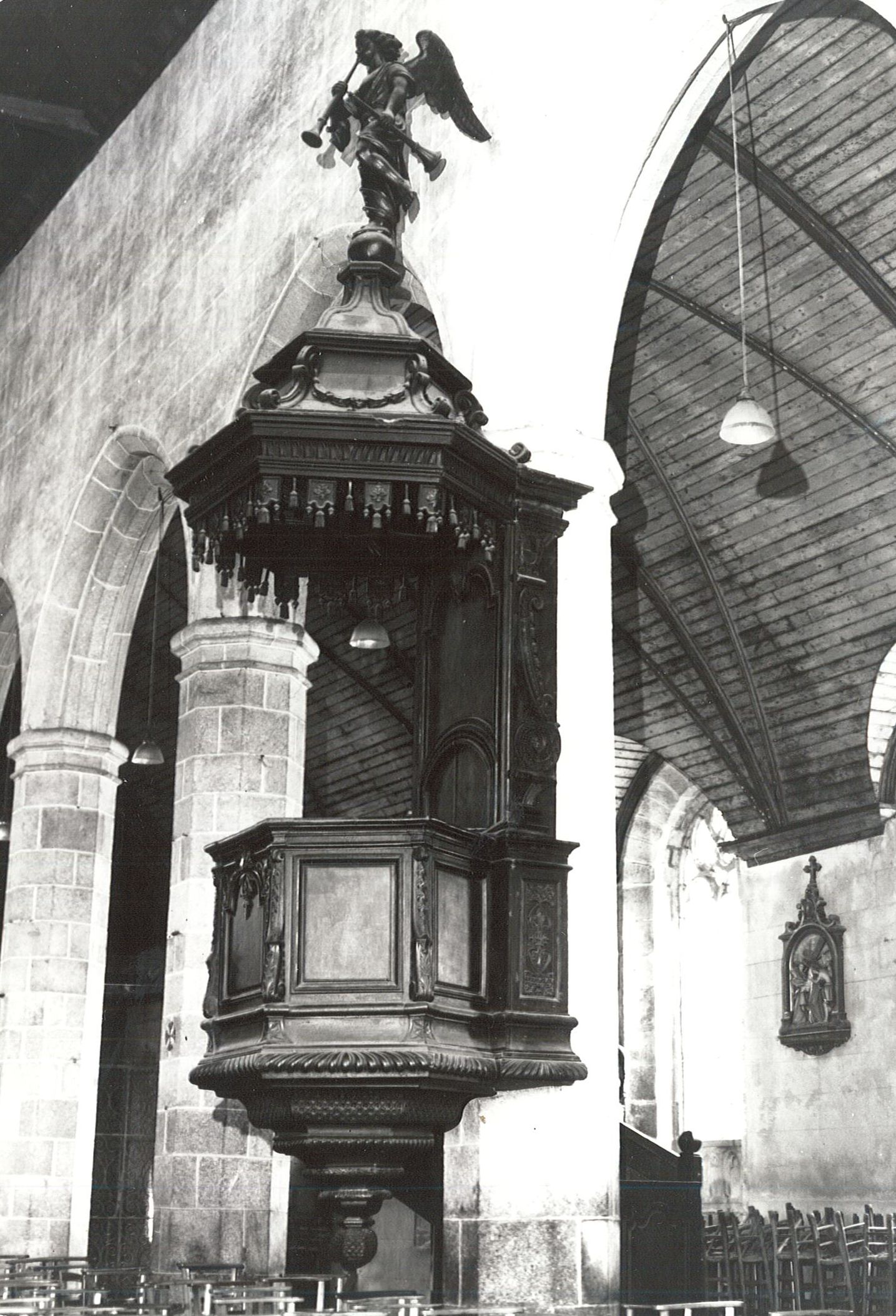
Kanzel (17. Jahrhundert) in der Kirche Notre-Dame

- Monuments historiques (Objekte) in Plouaret in der Base Palissy des französischen Kultusministeriums